# Герб на Русе
Гербът на Русе е създаден 1987 г. от архитект Петър Сергев. Той е символ, израз на местното самоуправление и местната администрация.
2022 г. има внесено предложение за добавяне към герба на девиза „Град на свободния дух“.
Гербът е централен елемент в знамето и печата на Община Русе и задължителен елемент от официалната бланка за кореспонденция на Община Русе.

## Композиция
Гербът на Община Русе има форма на щит. В него, в стилизиран вид, са изобразени Паметника на Свободата на град Русе и вълни, символизиращи връзката с река Дунав. В горната част на щита е изобразена крепостна стена, символизираща древността на града.